# The Jay Leno Show

The Jay Leno Show /ðə d͡ʒeɪ 'lɛnoʊ ʃoʊ/ était un talk-show américain 

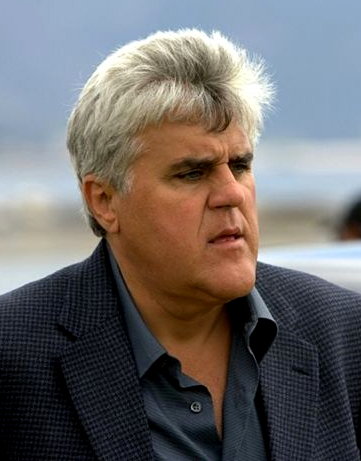
Le comédien et animateur TV américain, Jay Leno.

mêlant sketches et interviews, diffusé sur NBC et animé par Jay Leno du 14 septembre 2009 au 9 février 2010, après qu'il a laissé la place du Tonight Show à Conan O'Brien. Ce talk-show était diffusé en semaine à 22h00, heure de l'est aux États-Unis et au Canada. 
L'émission était une tentative de la chaîne NBC de diffuser un talk-show à une heure plutôt inhabituelle, en effet, les talk-shows sont diffusés plus tard, généralement à partir de 23 h 30. 
Le 10 janvier 2010, NBC annonça que l'expérience n'avait pas fonctionné à cause d'audiences catastrophiques.
NBC demanda donc à Jay Leno de raccourcir et de déplacer son Jay Leno Show à 23 h 35, son ancien horaire au Tonight Show, et à Conan O'Brien de déplacer son Tonight Show à 0 h 5. O'Brien refusa, préférant quitter son poste.
NBC décida donc de redonner le Tonight Show à Jay Leno à 23 h 35 dès le 1er mars 2010, sacrifiant ainsi le Jay Leno Show. La dernière émission fut diffusée le 9 février 2010, Jay Leno déclarant lors de celle-ci : « J'avais dit à NBC que ça n'allait pas marcher, j'ai l'impression que c'était hier. Cette émission devait être diffusée pendant deux ans, mais nous avons eu cinq mois pour bonne conduite »